# ديفيدسون دا لوز بيريرا
ديفيدسون دا لوز بيريرا هو لاعب كرة قدم برازيلي في مركز نصف الجناح، ولد في 5 مارس 1991 في غويانيا في البرازيل. لعب مع فيتوريا دي غيماريش.

## وصلات خارجية
- ديفيدسون دا لوز بيريرا على موقع اتحاد تركيا (لاعب) (الإنجليزية)
- ديفيدسون دا لوز بيريرا على موقع قاعدة بيانات كرة القدم.إي يو (الإنجليزية)
- ديفيدسون دا لوز بيريرا على موقع Soccerway.com (الإنجليزية)